# میلان چوپ
میلان چوپ (کرواتی: Milan Čop؛ زادهٔ ۵ اکتبر ۱۹۳۸) بازیکن فوتبال اهل یوگسلاوی بود.
از باشگاه‌هایی که در آن بازی کرده‌است می‌توان به باشگاه فوتبال نانسی، باشگاه فوتبال ستاره سرخ بلگراد، و باشگاه فوتبال سن‌خوزه ارث‌کوئیکز اشاره کرد.
وی همچنین در تیم ملی فوتبال یوگسلاوی بازی کرده‌است.